# Basílica Roja
La Basílica Roja (en turco: Kızıl Avlu) es un templo monumental en ruinas que formaba parte de la antigua ciudad de Pérgamo, actualmente Bergama, en el oeste de Turquía. El templo fue construido por el Imperio Romano, probablemente en tiempos de Adriano. Es una de las construcciones romanas más grandes que todavía sobreviven del mundo helenístico. Se cree que el templo estaba dedicado a los dioses egipcios.
Aunque el edificio por sí solo es enorme, es solo una parte de lo que fuera un complejo mucho mayor que fue construido directamente sobre el río en una demostración de ingeniería que incluía un inmenso puente de 196 metros que llevaba el río en dos canales bajo el templo. El puente de Pérgamo se conserva en la actualidad, soportando edificios modernos y tráfico de vehículos. Bajo el templo existen una serie de túneles y cámaras que conectaban diferentes áreas del complejo.

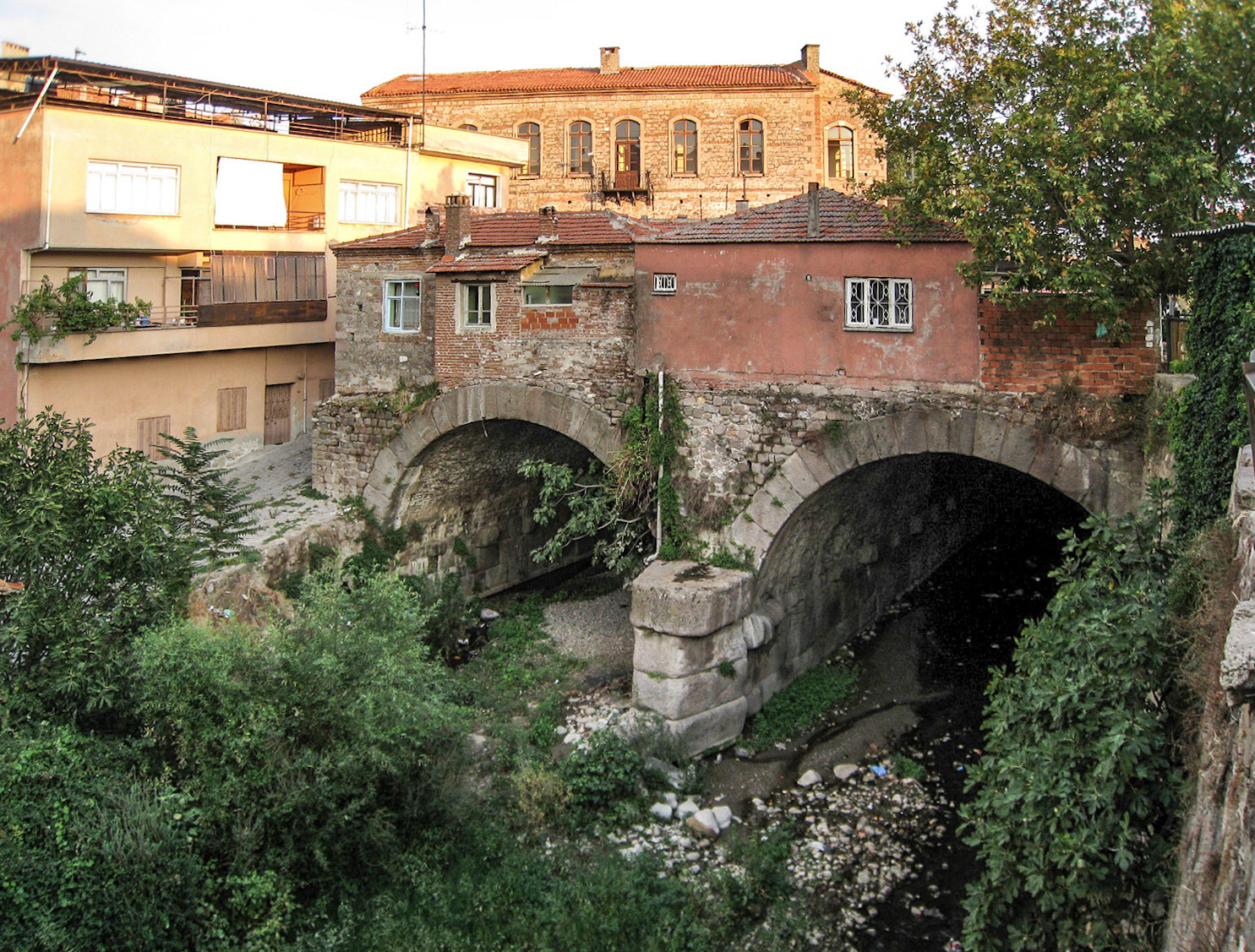
Puente de Pérgamo, junto a la Basílica Roja.

El templo fue convertido en cristiano por los bizantinos pero posteriormente fue destruido. En la actualidad las ruinas del templo y uno de los edificios anexos pueden ser visitados, mientras que el otro está todavía en uso como mezquita.

## Descripción

Plano de la "Basílica Roja" y el complejo adyacente

El templo se construyó en la parte baja de Pérgamo, a los pies de la colina donde se levantaba la acrópolis de la antigua ciudad. Estaba situada en el extremo este de lo que originariamente fue una inmensa zona sagrada o témenos, de 270 metros de largo y 100 metros de alto, rodeada por muros de piedra de al menos 13 metros de altura. La mayor parte del témenos fue destruida y reconstruida de nuevo hace mucho tiempo, pero los fragmentos sustanciales de las paredes permanecen de pie a una altura de 3 metros a día de hoy. La entrada principal se sitúa en el lado oeste del témenos con una colosal puerta de mármol; otras entradas menores se encontraban en el mismo lado, al norte y al sur de la entrada principal. Desde ahí, los visitantes caminaban unos 200 metros hasta un inmenso pórtico o puerta monumental en frente del templo, apoyado en una fila de columnas que se levantaban 14 metros.
El témenos fue construido sobre el río Selinus, presumiblemente porque la persona a la que se le encargó el complejo quería que estuviese en el centro de la ciudad antes que en un distrito periférico. Puesto que la ciudad estaba sustancialmente construida, el río ofrecía una ubicación libre para el complejo del templo, y reducía el número de propiedades que tendrían que ser demolidas para hacerle sitio. El río estaba canalizado en dos túneles que pasaban diagonalmente una distancia aproximada de 150 metros, del noroeste al sureste, por debajo del témenos y el templo. Esta estructura, el puente de Pérgamo, todavía hoy sigue en pie y continúa conduciendo el río por debajo del complejo.

### El templo

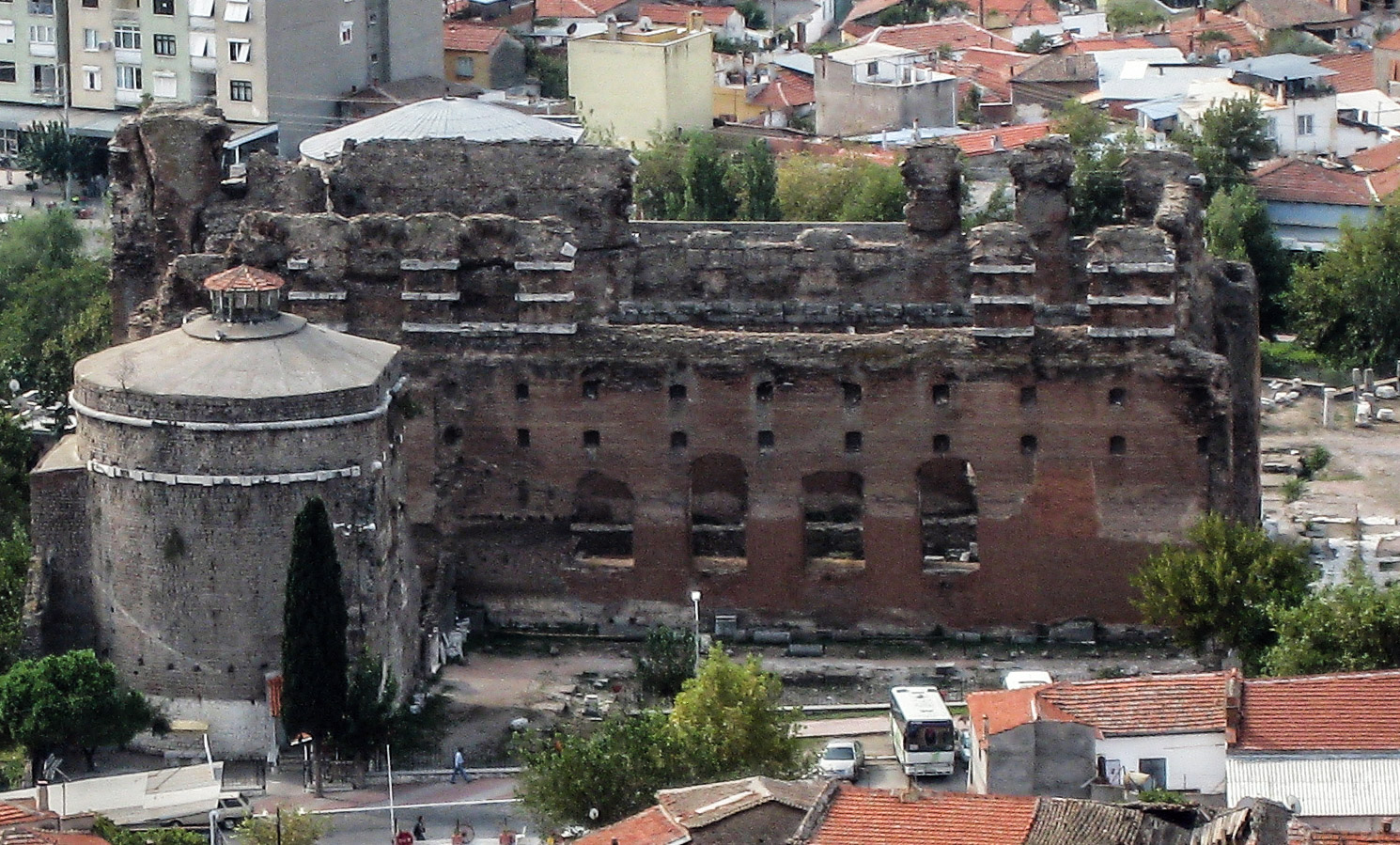
El templo visto desde el norte. Se muestra también la rotonda norte y la cubierta de la sur al otro lado del edificio.

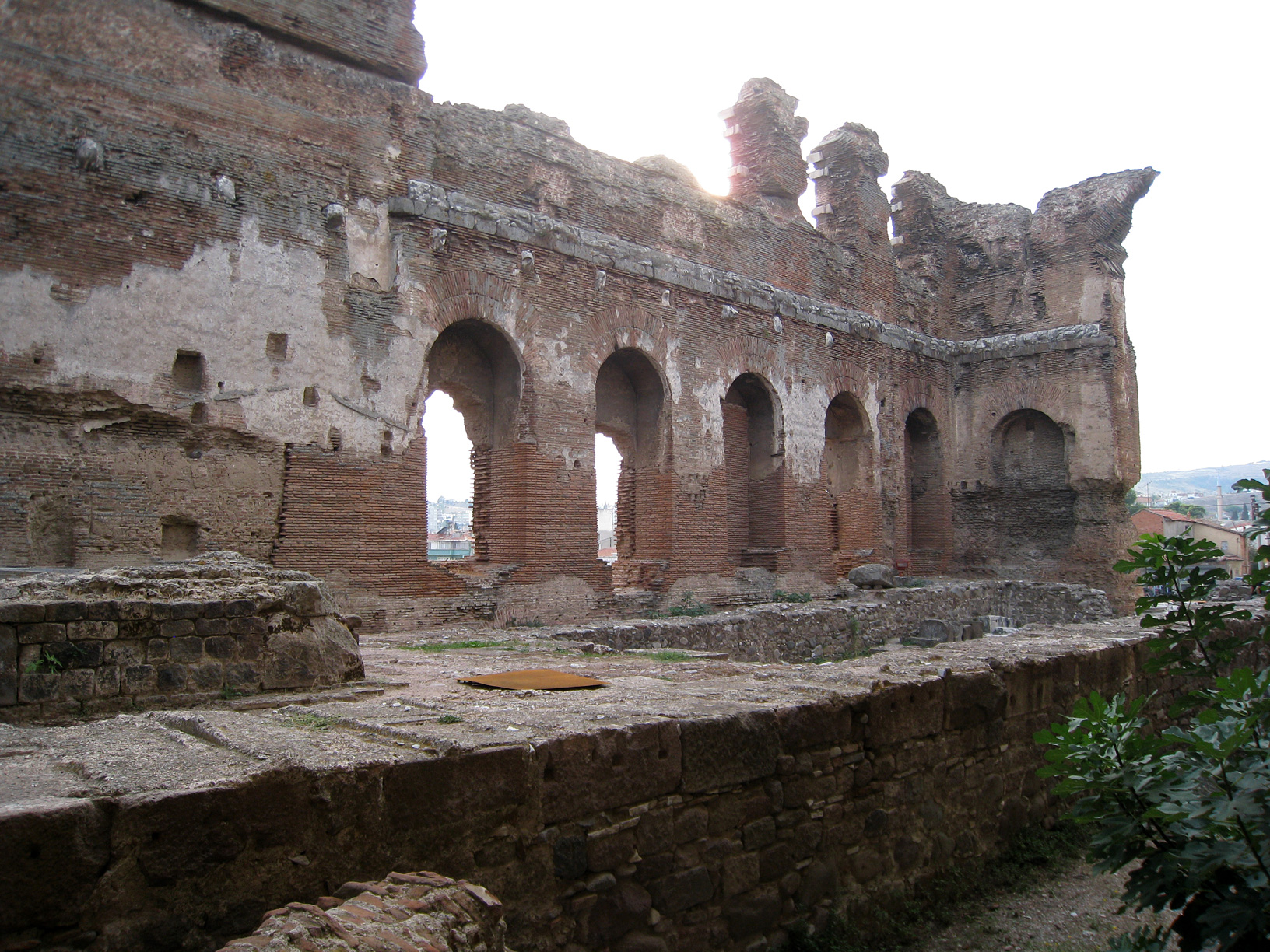
Interior del templo, que muestra el podio y (a la izquierda) la base de una estatua de culto. Esculturas menores de otros dioses se encontrarían en los nichos laterales.

El templo mide 60 metros de este a oeste y 26 metros de norte a sur. Sus paredes permanecen a una altura de hasta 19 metros, aunque su techo y su muro este ya no existen. La mayor parte de su interior fue destruido cuando se convirtió en una basílica cristiana. El edificio era originalmente una amplia sala más que una basílica, cubierta por un techo de madera sin apoyo interior ni columnatas. Sus paredes estaban construidas exclusivamente de ladrillo rojo, lo que daba al edificio su nombre turco moderno (que significa literalmente "patio rojo"). Estaban cubiertos de mármol en varios colores, aunque ha desaparecido por completo. Algunas partes estructurales importantes también estaban hechas de mármol.
Parece que hubo ventanas sólo en la mitad oeste del templo principal, lo que significa que la mitad este no recibía luz natural (a no ser que hubiera ventanas en la pared este, que ya no están). Al edificio se entraba por el oeste, a través de una inmensa puerta de más de 7 metros de alto por, al menos, 14 metros de alto. El marco todavía se mantiene, y se hizo a partir de una sola pieza de mármol de más de 30 toneladas. Parece, sin embargo, que la puerta permanecía abierta continuamente, ya que no hay marcas de los rodillos que habrían sido necesarios para abrirla y cerrarla. Enfrente de la puerta había una reja de hierro que, presumiblemente, tenía una abertura para permitir el acceso al interior del templo.
Un total de doce nichos arqueados están incrustados en las paredes del extremo oeste del templo, dos grupos de cinco alineados al norte y al sur y otros dos flanqueando la puerta del muro oeste. Miden 2,55 metros de ancho y 6 metros de alto, y probablemente sostenían estatuas de deidades - quizá los doce dioses del zodiaco. En su novela, Asinus aureus, el escritor romano Apuleyo describía una visita al templo en la que su protagonista "vio los dioses infernales y los dioses celestiales", antes de haberse presentado y haberles adorado. Cerca del centro de la sala hay un cuenco aplanado, de 22 centímetros de profundidad y 5,2 metros de largo, en el que se levantaban tres cubas rectangulares, situadas unas paralelas a otras. No había tubería ni sumidero. Las mitades este y oeste están separadas por un canal de alabastro de 1,4 metros de ancho y 1,37 metros de profundidad que se extiende a lo ancho del templo. Tenía un importante punto de entrada o salida, de un metro de alto por 45 cm de ancho que existió en algún lugar al este, en la dirección del río. EL suelo del templo estaba construido con láminas de granito importadas de lugares tan lejanos como Egipto.
La zona este de la sala se habría cerrado al público y solo podrían acceder a ella los sacerdotes del templo y sus asistentes. Albergaba la estatua de culto, sobre una base situada sobre un podio que se levantaba 1,5 metros del suelo. La estatua tenía por lo menos 10 metros de alto, acercándose al tamaño de la gran Estatua de Zeus en Olimpia, una de las Siete Maravillas del Mundo Antiguo. En orificio de entrada en la base indica que los sacerdotes podían entrar al interior del cuerpo de la estatua, quizá para hacerla hablar durante las ceremonias.
Al fondo del templo había dos torres macizas, a una distancia de la pared este del témenos. La pared original ya no existe, pero se puede apreciar en los cimientos que tuvo forma de semicírculo invertido. Durante la era cristiana fue demolida y sustituida por una pared absidal.

### Patios laterales y rotondas

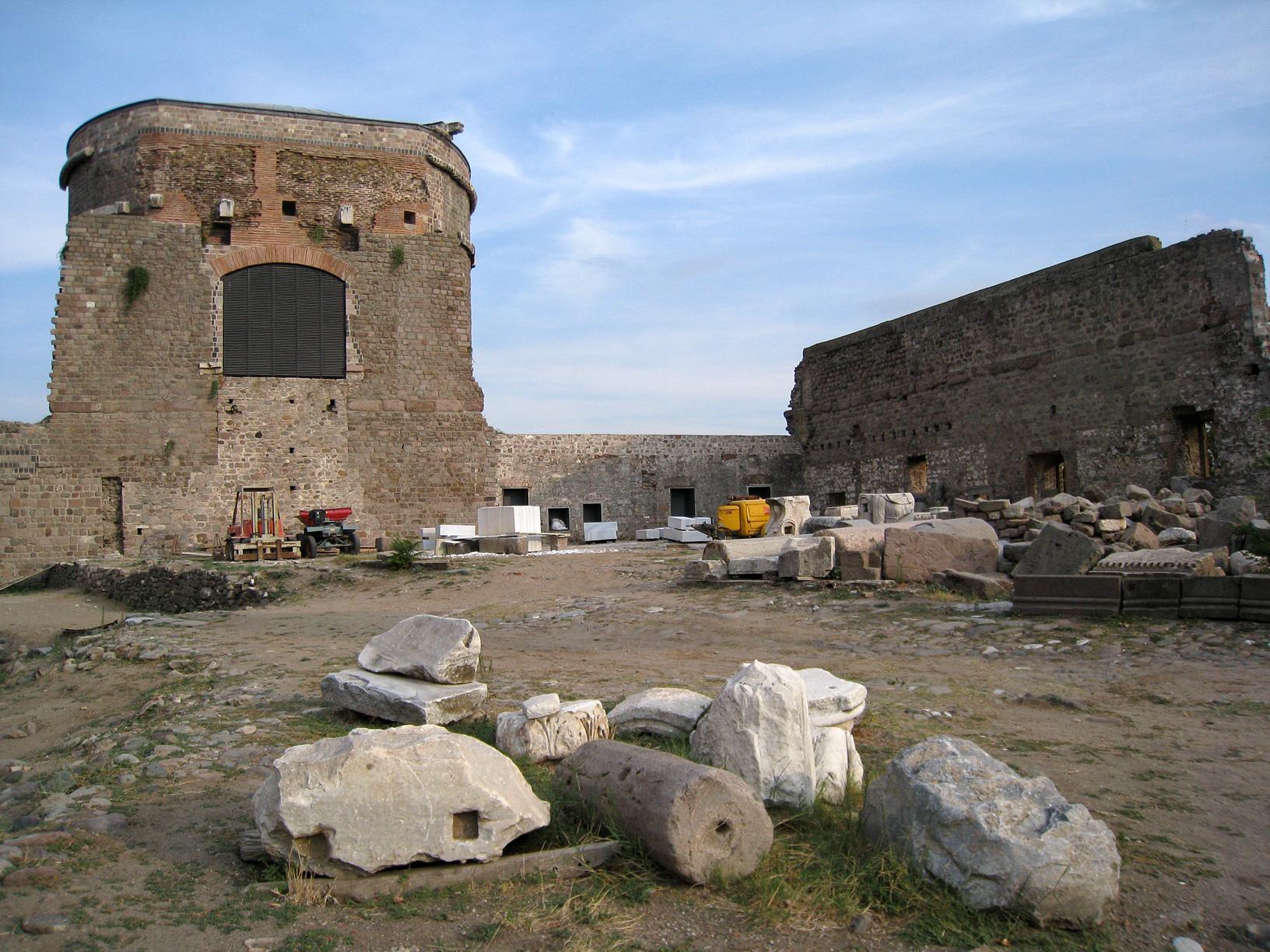
Rotonda sur y una sección todavía en pie de la pared sur del témenos. Todavía se pueden apreciar en ella los agujeros para las vigas de la cubierta de la estoa.

Dos rotondas rematadas en cúpulas se sitúan al pie de cada lado del templo principal. A pesar de haber sido despojadas del revestimiento de mármol original, se mantienen en perfectas condiciones. Cada una mide 18 metros de altura y 12 metros de diámetro, con una puerta de 11,5 metros de altura. Su interior estaba iluminado gracias a una apertura (u óculo) con un diámetro original de 3,7 metros.
Los usos de cada rotonda fueron diferentes en la era moderna. La situada en el lado sur, que forma parte del complejo arqueológico de la Basílica Roja abierto a visitantes, fue reutilizado y modificado durante el Imperio Otomano, y transformado en una sala de máquinas de una fábrica de aceite de oliva durante el siglo XIX. Sus paredes interiores todavía se encuentran cubiertas del hollín producido en ese período. La rotonda situada al norte se utiliza en la actualidad como mezquita.
Las dos rotondas se encontraban situadas en el interior de los patios norte y sur del templo principal. Estaban rodeadas por cada uno de los lados por estoas de unos 5 metros de ancho, sujetadas en la zona oriental por atlantes y cariátides, que consistían en dos figuras espalda con espalda que mantenían el peso de la cubierta. La intención de las mismas era representar a los egipcios con el tocado tradicional.
Un par de cuencas de agua se sitúan frente a cada rotonda, con unas medidas de unos 11,5 metros de largo por 2,5 metros de ancho y 85 centímetros de hondo. Cada una de ellas tenía en cada extremo otra cuenca circular y menor de 1,75 metros de diámetro.